# Nelmesia melanostachya
Nelmesia melanostachya är en halvgräsart som beskrevs av Van der Veken. Nelmesia melanostachya ingår i släktet Nelmesia och familjen halvgräs. Inga underarter finns listade i Catalogue of Life.